# 留多加郡

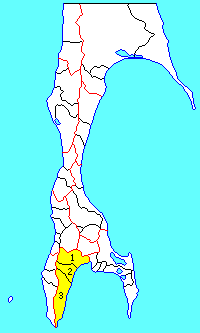
樺太・留多加郡の位置（1.留多加町 2.三郷村 3.能登呂村）

留多加郡（るうたかぐん）は、日本の領有下において樺太に存在した郡。
以下の1町2村を含んだ。
- 留多加町
- 三郷村
- 能登呂村

当該地域の領有権に関しては樺太の項目を参照。

## 郡域
1915年（大正4年）に行政区画として発足した当時の郡域は、上記1町2村の区域に相当する。
当初は、留多加町、能登呂村の1町1村をもって発足。

## 歴史

### 郡発足までの沿革

#### 古代
留多加郡域では、古墳時代前期まで続縄文文化に属するアニワ文化（遠淵式）の領域となっており、道東北部の続縄文文化と共通する琥珀などの出土が見られる。当時の北日本では、栄浜郡産の琥珀が流通していた。
その後樺太で興った鈴谷文化が4世紀末まで続き、5世紀ころからオホーツク文化が栄えた。オホーツク文化は、古代の文献『日本書紀』や『続日本紀』に記述が見え、飛鳥時代に阿倍比羅夫と交戦した粛慎 (みしわせ)とされる。6世紀から8世紀にかけて用いられた江ノ浦式土器の名称は、留多加町の江ノ浦遺跡に由来。その後、擦文文化進出にともない、オホーツク人は樺太南部から駆逐された。
平安時代中期（10世紀）までに、本州方面で需要が増加していたオオワシ羽やアザラシ皮などを確保するため、アイヌの祖先にあたる擦文文化の担い手が進出。擦文文化の担い手は、続縄文人の末裔である。当時、和人社会で武士の台頭が始まり、これらは重要な交易品として安倍氏や奥州藤原氏をはじめとする奥羽の豪族を経由し全国に流通した。同時に、和人社会から流入する物資も増加し、擦文文化からアイヌ文化へ転換する要因になったと思われる。

#### 中世
北海道日本海側や北海岸および樺太南部に、唐子と呼ばれる蝦夷（アイヌ）が居住し、鎌倉時代以降、十三湊を拠点とする蝦夷管領・安東氏がこれを統括していた（『諏訪大明神絵詞』）。中世の安東氏は、奥州藤原氏を引き継ぎ日本海北部を中心にかなり広範囲にわたって活動していたという（『廻船式目』）。陸の豪族であるとともに安藤水軍を擁し、蝦夷社会での騒乱時には、しばしば津軽海峡以北に出兵した。
室町時代になり、安東水軍は関東御免船として活動し、和産物を蝦夷社会へ供給するとともに北方産品を大量に仕入れ全国に出荷していた（『十三往来』）。郡域内の遺跡からは、和人社会から流入する鉄鍋の影響を受けた内耳土器が出土しており、アイヌ文化が確立してゆく様子がうかがえる。応永年間になると安東氏は「北海の夷狄動乱」を平定し、日之本将軍と称した。
中世の留多加郡域の住民たちもまた、生活物資などを入手するため十三湊や渡党の領域まで赴いていた（城下交易も参照）。15世紀末には、アイヌ乙名が銅雀台瓦硯を献上し安東氏の代官武田信広の配下となる（『福山秘府』）。

#### 近世
江戸時代になると、西蝦夷地に属した。慶長8年（1603年）宗谷に置かれた役宅が樺太を司るようになり、留多加郡域の住民樺太アイヌたちは和人地まで赴かず米や鉄器などの生活必需品の入手が可能となった。
寛永12年（1635年）佐藤加茂左エ門と蠣崎蔵人がウッシャムにて検分、翌13年（1636年）甲道庄左衛門がウッシャムで越年し、翌春水行20日でタライカ（敷香郡多来可村多来加）に至った。
貞享2年（1685年）宗谷場所に含まれた。元禄13年（1700年）、松前藩から幕府に提出された松前島郷帳に「うつしやむ」の記載が見える。宝暦2年（1752年）ころシラヌシ（本斗郡好仁村白主）にて交易が行われるようになり、寛政2年（1790年）樺太南端の白主に松前藩が商場（場所）を開設、幕府により勤番所が置かれた。場所請負人は阿部屋村山家。交易の拠点と藩の出先機関の機能を兼ねる運上屋では、撫育政策としてオムシャなども行われた。当時の地方行政の詳細については、場所請負制成立後の行政および江戸時代の日本の人口統計も参照。その後、場所請負人は、寛政8年から大阪商人・小山屋権兵衛と藩士・板垣豊四郎、翌9年からは板垣豊四郎が単独となる。寛政12年（1800年）松前藩がカラフト場所を直営とする。直営時代は藩士・高橋荘四郎と目谷安二郎が管理し、兵庫商人・柴屋長太夫が仕入れを請負った。

##### 第一次幕領期
文化4年（1807年）発生した文化露寇により、ルウタカ(留多加)も来航したロシア人の襲撃に遭い、番屋や倉庫に放火された。この事件を受け、樺太を含む西蝦夷地を松前奉行の管轄する公議御料（幕府直轄領）とした（〜1821年、第一次幕領期）。
山丹交易改革
松田伝十郎の改革時、山丹交易は幕府直営とし幕吏立会いのもと白主会所のみで行われることとなった。このとき、蝦夷（アイヌ）の救済措置として、来航する山丹人からの借財で支払えない部分を幕府が立替えている。
奥羽諸藩の警固と江戸幕府による北蝦夷地検分
文化5年(1808年)幕命により会津藩が本斗郡域を警固。文化6年(1809年)西蝦夷地から樺太が分立し、北蝦夷地となる。この年から弘前藩がルウタカ(留多加)に出張陣屋を築城し警固に当たった。また、樺太検分のため、間宮林蔵が渡樺し、郡域内でヒシヤサン(能登呂村毘沙讃)に立ち寄っている。
場所請負人に栖原屋就任
樺太を含む西蝦夷地が公議御料になって以降、樺太場所請負人は柴屋長太夫。文化6年(1809年)以降、明治8年(1875年)まで、樺太場所（北蝦夷地場所）は栖原家と伊達家が共同で請負った。西蝦夷地から分立当時の漁場は次のとおり。漁場の状況については、北海道におけるニシン漁史も参照されたい。
○アニワ湾漁場（西方より順次記載）文化6年(1809年)栖原家七代角兵衛信義時代の漁場名
- 能登呂村・・・コンブイ(持内の北、内砂の南)、リヤトマリ(利屋泊)、オーホエ(大吠)、フルエ(古江)、ウリウ(ウルウ、雨龍浜)
- 三郷村・・・ホロナイボ(幌内保)、ケネウシ(多蘭内の一里南)、ヘフレナイ(赤川)、リラ(利良)
- 留多加町・・・ルウタカ(留多加)、カムイシヤハ(留多加より東へ一里半)、フラオンナイ(留多加町東部)

※上記の漁場を開くとともに、留多加郡域のヒシヤサン(能登呂村毘沙讃)をはじめ、亜庭湾岸に全七か所の通行屋（旅宿所）を設けた。

##### 松前藩復領後
文政4年（1821年）松前藩領に復した。
樺太の松前藩復領後、弘化3年と安政3年（1856年）に松浦武四郎が訪れた。安政3年は箱館奉行所の支配組頭・向山源太夫に幕吏として同行。
幕末の状況について、「北海道歴検図」のカラフトの部分の絵図と松浦武四郎の「北蝦夷山川地理取調図」等によると、亜庭湾岸に新場西能登呂岬線の前身に当たる道が通じており、通行屋・小休所では、「通行屋」8カ所と、その途中に「小休所」3カ所の存在が確認できる。郡域内で松浦武四郎が宿泊したのは、弘化3年リヤトマリ(利屋泊)・ウルウ(雨龍浜)・リラ(利良)、安政3年リヤトマリ(利屋泊)・イクマイレイである。
幕末当時の宗教施設や漁場については下記のとおり。
○アニワ湾岸の神社（西方より順次記載）
- 能登呂村・・・リヤトマリ・利屋古丹(利屋泊)弁天社、ウリウ(雨龍浜)弁天社、
- 三郷村・・・リラ(利良)弁天社

○アニワ湾漁場（西方より順次記載）慶応3年12月 栖原家十代寧幹時代の樺太漁場
- 能登呂村・・・ナエチヤ(内砂)、リヤトマリ(利屋泊)、ウルウ(雨龍浜)、
- 三郷村・・・ホロナイボ(幌内保)、リラ(利良)
- 留多加町・・・ルータカ(留多加)

##### 幕末の樺太警固（第二次幕領期）
安政2年（1855年）日露和親条約で国境が未確定のまま棚上げ先送りとされ、樺太を含む蝦夷地が再び公議御料となり、留多加郡域（白主領、領の項も参照）は秋田藩が樺太警固を担当。冬季は漁場の番屋に詰める番人を武装化、足軽として警固を行った。万延元年（1860年）樺太警固は仙台・会津・秋田・庄内の4藩となるが、文久3年（1863年）以降は仙台・秋田・庄内の3藩体制となる。慶応3年（1867年）樺太雑居条約で樺太全島が日露雑居地とされた。

#### 大政奉還後
大政奉還後の慶応4年（1868年）4月12日、箱館裁判所(閏4月24日に箱館府と改称)の管轄となり、明治2年（1869年）北蝦夷地を樺太州（国）と改称。同年、開拓使直轄領となった。明治3年（1870年）開拓使から分離、樺太開拓使領となったが、明治4年（1871年）開拓使直轄領に復した。同年8月29日、廃藩置県。このころ行われた文明開化期の事象としては、神仏分離令、壬申戸籍編製、散髪脱刀令、平民苗字必称義務令公布などが挙げられる。アイヌは百姓身分だったため、平民となった。明治8年（1875年）、樺太千島交換条約によりロシア領とされた。また、同条約第六款では、オホーツク海及びカムチャツカ半島周辺で日本人の漁業権が認められており、露領時代の留多加郡域沿岸は亜庭湾漁区の範囲に含まれた。しかし、栖原家の樺太撤退にともない、雇用関係にあったアイヌを中心に日本国籍を選択、リヤトマリから北海道への移住者が出た。一方、残留を選択した者たちも、職場が無くなり生活物資の入手が困難になるなど不便な生活を強いられた。

#### 日本に復帰
- 1905年（明治38年）
  - 7月 - 日露戦争・樺太の戦いで、日本軍第13師団が占領。28日、郡域一帯のロシア軍守備隊180余名は、留多加川を遡り真岡方面へ逃走。31日、在樺太ロシア軍降伏。
  - 8月1日 - 軍政が敷かれ、南樺太に4つの軍政署を開設。留多加郡域は第一仮軍政区の管轄となる。軍政区署はコルサコフ（大泊町）。
  - 8月28日 - 内務省下樺太民政署コルサコフ支所の管轄となる。
  - 9月1日 - 日露休戦条約を締結。
  - 9月4日 - 樺太民政署クシュンコタン（大泊町楠渓）支所の管轄となる。
  - 9月5日 - ポーツマス条約締結により日本領に復帰。
- 1907年（明治40年）3月14日 - 内務省の下部組織樺太庁発足、コルサコフ支庁ルータカ（留多加）出張所の管轄となる。
- 1908年（明治41年）4月 - 管轄支庁を大泊支庁留多加出張所に改称。
- 1909年（明治42年） - 樺太庁令で「部落総代規定」を制定。主要集落に町村長に相当する総代を置き、行政事務をおこなうこととした。

### 郡発足以降の沿革
- 1915年（大正4年）6月26日 - 「樺太ノ郡町村編制ニ関スル件」（大正4年勅令第101号）の施行により、行政区画として留多加郡が発足（1町1村）。大泊支庁留多加出張所が管轄。
- 1918年（大正7年） - 共通法（大正7年法律第39号）（大正7年4月17日施行）1条2項で、樺太を内地に含むと規定[31]され、終戦まで基本的に国内法が適用されることとなった。
- 1922年（大正11年）
  - 4月1日 - 「樺太ノ地方制度ニ関スル法律」（大正10年4月8日法律第47号）と、その細則「樺太町村制」（大正11年1月23日勅令第8号）を同時に施行。「部落総代規定」廃止。
  - 10月 - 管轄支庁が留多加支庁に変更。
- 1923年（大正12年）4月1日 - 留多加町の一部より三郷村が分立。（1町2村）
- 1924年（大正13年）12月25日 - 留多加支庁が廃止され[32]、再び大泊支庁留多加出張所の管轄となる[33]。
- 1929年（昭和4年）7月1日 - 樺太町村制の施行により、留多加町（一級町村）、三郷村、能登呂村（二級町村）が発足。（1町2村）
- 1942年（昭和17年）11月 - 管轄支庁が豊原支庁に変更。
- 1943年（昭和18年）
  - 4月1日 - 「樺太ニ施行スル法律ノ特例ニ関スル件」（大正9年勅令第124号）が廃止され、内地編入。
  - 6月1日 - 樺太町村制が廃止され、樺太で町村制が施行される。二級町村は指定町村となる。
- 1945年（昭和20年）8月22日 - 日ソ中立条約を破棄したソ連軍の樺太侵攻後、ソビエト連邦により占拠される。
- 1949年（昭和24年）6月1日 - 国家行政組織法の施行のため法的に樺太庁が廃止。同日留多加郡消滅。